# Itanhaém
Itanhaém est une municipalité de la région métropolitaine de la Baixada Santista dans l'État de São Paulo au Brésil. C'est la seconde cité la plus ancienne du Brésil. Sa population était estimée en 2011 à 88 214 habitants et sa surface de 599,017 km2 ce qui donne une densité de population de 147,27 habitants par kilomètre carré.

## Toponyme
Le nom de la municipalité est une référence à la Rivière Rio Itanhaém qui baigne la municipalité. “Itanhaém est une corruption de “itá-nha´un terme d'origine tupi qui peut signifier deux choses : “terre qui chante” en allusion au son produit par le choc des ondes sur les pierres éparpillées sur ses plages ou "pierre qui pleure" pour le visuel des eaux qui s'écoulent sur les mêmes pierres après avoir été atteintes par les ondes hautes.

## Station balnéaire
Itanhaém est une des 15 municipalités paulistas considérées comme stations balnéaires par l'État de São Paulo parce qu'elles obéissent à des conditions prédéfinies par loi d'État. Ce statut garantit à ces municipalités une subvention spéciale de la part de l'État pour encourager le tourisme local. La municipalité gagne aussi le droit d'apposer à son nom “estância balneária” . C'est ainsi qu'elle est désignée tant dans la correspondance municipal officiel que dans les correspondances de l'État.

## Histoire
Le noyau originel de la cité, sur les bords du rio Itanhaém aurait été fondé, selon la tradition le 22 avril 1532, par les Portugais João Rodrigues Castelhano et Cristóvão Gonçalves, ou par Martim Afonso de Sousa, durant les deux ans qu'il a séjourné à São Vicente. C'est donc le second noyau de population créé par les colonisateurs portugais sur le territoire brésilien. Selon frei Gaspar da Madre de Deus, cependant, en 1555, il n'y avait encore aucun peuplement sur le terrain où, plus tard, fut installée la vila de Nossa Senhora da Conceição de Itanhaém. Le peuplement fut élevé à catégorie de Vila en avril 1561 par le capitaine-en-chef (capitão-mor) Francisco de Morais quand elle fut appelée Vila Conceição de Itanhaém et commença à avoir sa propre chambre législative et le premier noyau politique qui continue jusqu'à nos jours.
Une des premières églises fut construite sur ce qui était à l'époque le territoire de Itanhaém. Il n'en reste aujourd'hui que les ruines dites de “Abarebebê” actuellement sur le territoire de la municipalité de Peruíbe. En 1503, le fameux navigateur allemand Hans Staden naufragea en haute mer et nagea vers la Vila de Itanhaém et se dirigea ensuite vers le littoral nord. Une autre figure importante de l'histoire de la cité fut le père José de Anchieta, aujourd'hui canonisé : saint José de Anchieta qui pérégrina diverses fois dans la région durant le XVIe siècle, catéchisant les indiens locaux. De 1624 a 1679, Itanhaém atteint son importance maximum puisqu'elle fut désignée à la tête de la Capitainerie de Itanhaém gouvernée par la Comtesse de Vimieiro. Cette capitainerie fut formée à cause d'une erreur de démarcation de la Capitainerie de Santo Amaro. En 1654, on construisit le couvent des Franciscains. En 1888, d'après une idée d'Isaias Cândido Soares et João Batista do Espírito Santo, la Chambre Municipale créa le cabinet de lecture afin d'éduquer les habitants locaux. Le Brésil, au début du XXIe siècle présente encore des taux d'analphabétisme élevés mais, Itanhaém, grâce au cabinet de lecture avait diminué ce problème dès le XIXe siècle. Enfin, en 1906, déjà pendant la Vieille République, la Vila Conceição de Itanhaém fut élevée à la condition de Municipalité, gouvernée par un préfet à partir de 1908 avec João Baptista Leal. La cité fit encore histoire parce qu'elle fut la première dans l'État de São Paulo et la deuxième dans tout le Brésil à avoir une préfète, en 1936, en la personne de Spasia Albertina Bechelli Cecchi.
Itanhaém resta jusqu'au début du XXe siècle une vila tranquille et isolée de pêcheurs et d'agriculteurs rustiques. Elle devint une cité avec vocation touristique attirant les visiteurs temporaires après l'arrivée du chemin de fer en 1913. C'est ainsi que, recevant les touristes qui arrivaient par le chemin de fer à la recherche de belles plages que naquirent des quartiers éloignés comme le Bauro do Poço, Suarão et Belas Artes, tous dans la première moitié du XXe siècle. Le tourisme existait donc dans la cité mais était encore peu développé à cause des difficultés de transport puisque l'unique option était la ligne de chemin de fer Santos-Juquiá (Sorocabana). Le tourisme prit un essor définitif avec l'inauguration de la route Padre Manuel de Nobrega en 1961. À partir de cette année, l'accès de la cité fut facilité pour les touristes qui étaient en voiture, venant de toutes les parties de l'État.
En 1961, la Breda Turismo établit une ligne d'autobus reliant la cité à la Grande São Paulo. Enfin, Itanhaém finit par perdre une bonne part de son immense territoire avec les émancipations des municipalités d'Itariri en 1948 et Peruibe et Mongaguá, les deux en 1959.

## Tourisme
Entre les nombreux attraits touristiques de la cité, on peut citer les plages, les rivières navigables, les promenades en barque vers l'intérieur du pays ou en haute-mer, la Forêt Atlantique peu touchée (ce qui a valu à la cité son surnom de “Amazônia Paulista”, les réserves d'Indiens, le vieux centre comme le Beco de Sant'Anna et la Maison de la Chambre et la prison, l'église mère de Sant'Anna, les ruines du couvent, le lit d'Anchiéta, la colline Sapucaita, les îles maritimes de Queimada Pequena et Queimada grande etc.
Le lit d'Anchieta est une formation rocheuse qui selon la légende, vu son dessin plat creusé par l'action de la mer et par le vent.Dans les rochers de la plage des rêves, à Itanhaém no costão da Praia dos Sonhos, à Itanhaém, devint le lieu favori d'Anchieta pour se reposer et trouver l'inspiration pour composer des vers et des poèmes lors de ses déplacements dans la région. Le local captive des milliers de visiteurs, attirés par ses beautés naturelles et par la vue éblouissante vers la mer la côte et les collines qui entourent le lieu.
Pour faciliter l'accès, il y a une passerelle (bien que le chemin puisse être fait par les pierres glissantes) construite avec une subvention du gouvernement des îles Canaries, communauté autonome d'Espagne et de l'administration de San Cristóbal de La Laguna municipalité où est né Anchieta. L'œuvre facilite et permet l'accès même à des personnes avec de grandes difficultés de locomotion. Cet équipement touristique fut choisi par les internautes en une enquête faite par le journal A Tribuna comme une des neuf merveilles de la Région métropolitaine de la Baixada Santista avec des attractifs régionaux connus comme la plage de Santos et le Pont Pensil à São Vicente.

## Culture
La cité a une culture très riche avec divers projets qui concernent les enfants comme la musique, la danse et bien d'autres. L'administration municipale a l'habitude d'organiser de grandes attractions musicales durant l'été.
La cité possède des Écoles de Samba et défile au carnaval.
Une des marques de la cité est la traditionnelle Bande Martiale Municipal de Itanhaém. Elle est considérée comme une des plus traditionnelles et corps musical primée de l'État de São Paulo et liée à la prefeiture, et a dans sa trajectoire des titres importants comme trois fois le championnat général du Concours national de Bandes et Fanfares en 1994, 1999 et 2000. Composée de près de 100 intégrants, la Banda travaille dans le but de promouvoir et de diffuser la culture musicale comme instrument de transformation social. Bien qu'elle n'ait été créée officiellement qu'en 1987, elle existe en réalité depuis 1973. Au total, ce fut plus de 800 représentations en concerts. Autour de la Casa da Musica, école de musique municipale où la musique est enseignée gratuitement et où répète la Banda Marcial, le groupe de Reggae Afrodizia se soude en 1999. Etoile avant-gardiste du Reggae au Brésil, le groupe se produit dès 2008 a de nombreuses reprises en Europe (plus de 50 concerts) et ira jusqu'au prestigieux Montreux Jazz Festival. Aujourd'hui le groupe engagé dans Reggalização, un travail de partage musical autour d'un projet qui lie 25 artistes de 17 pays, sur tous les continents, produit un album et de nombreuses cocréations sur scène. Le groupe fait rayonner Itanhaem dans l'univers cosmopolite du Reggae mondial comme dans celui de le World Music. 
La culture “caiçara” typique de la région peut être observée dans le style de vie des différents habitants locaux qui vivent de la pêche, soit à la plage soit sur les côtes rocheuses ou en barques dans les rivières ou en haute mer. Il y a aussi la culture indigène car il y a une grande communauté d'amérindiens répartis dans la cité, dans des quartiers et tribus isolés dans la forêt de la municipalité.

## Géographie
Itanhaem a la plus grande partie de son territoire formée par des plaines qui vont depuis les plages jusqu'au pied de la Serra do Mar. Cette plaine est entrecoupée de collines isolées, avec peu de pente, de peu de hauteur et aussi par un bassin de rivières où on trouve des mangroves dans certaines régions. Dans l'intérieur, la Forêt atlantique est bien conservée en flore et en faune, spécialement dans les collines. Enfin, bien que Itanhaem soit une municipalité du littoral, avec presque tout son territoire en région de faible attitude, une petite portion de son territoire se trouve dans la plaine de Piratininga où il y a des fermettes et des habitants qui n'ont pas de liaison directe et interne avec les autres quartiers et le centre de la cité. Itanhaém abrite une partie de la Zone d'Intérêt Ecologique, Ilha Queimada Pequena et Queimada Grande créée en 1985 et administrée par L'Institut Chico Mendes de Conservation de la Biodiversité
.
La municipalité a comme limites Juquitiba et São Paulo au nord, Embu-Guaçu au nord-este, São Vicente et Mongaguá à l'est, Peruíbe au sud-ouest et Pedro de Toledo à l'ouest. L'Océan Atlantique est au sud-est de la municipalité.

### Démographie
- Données du recensement 2010[16]
- Population totale 87 053
  - Urbaine : 86 238
  - Rural: 815
  - Hommes : 42 189
  - Femmes : 40 869
- Densité de population (hab./km²): 145,33
- Mortalité infantile jusqu'à 1 ans (par mille): 22,97[17]
- Espérance de vie (ans): 69,65
- Taux de fécondité (enfants par femme): 2,53
- Taux d'alphabétisation: 91,81 %
- Indice de développement humain (IDH-M): 0,779
  - IDH-M Rente: 0,716
  - IDH-M Longévité: 0,744
  - IDH-M Éducation: 0,876

### Climat
Variation de la température et des précipitations durant l'année
| -         | Tº min | Tºmax | mm d'eau |
| --------- | ------ | ----- | -------- |
| Janvier   | 20     | 28    | 243      |
| Février   | 19     | 28    | 281      |
| Mars      | 18     | 28    | 217      |
| Avril     | 16     | 25    | 173      |
| Mai       | 14     | 23    | 134      |
| Juin      | 12     | 22    | 104      |
| Juillet   | 12     | 22    | 84       |
| Août      | 13     | 23    | 94       |
| Septembre | 14     | 23    | 125      |
| Octobre   | 15     | 24    | 154      |
| Novembre  | 16     | 25    | 147      |
| Décembre  | 17     | 26    | 147      |

Le climat de Itanhaém est subtropical humide, sans mois sec, avec des étés chauds et des hivers doux. Le mois le plus chaud est janvier avec une moyenne de 24 °C, le plus froid est juillet avec une moyenne de 17 °C

### Hydrographie
- Rio Itanhaém
- Rio Preto
- Rio Aguapeú
- Rio Branco
- Rio do Poço
- Océan Atlantique

### Transport
La municipalité possède des lignes municipales et l'appui auxiliaire de petites lignes touristiques.
Il y a une autoroute inter-État reliant la cité aux autres municipalités de la région métropolitaine de la Baixada Santista et à la capitale São Paulo, à Osasco à São Bernardo do Campo avec les cités de la vallée du Ribeira et enfin aux États du Paraná et de Santa Catarina comme Curitiba, Florianópolis et Joinville.
La cité possède une gare de chemin de fer mais elle est abandonnée et les trains de passagers n'y circulent plus depuis les années 1900. 
La cité possède aussi un petit aéroport d'État, l'aéroport d'Itanhaém qui peut recevoir de petits avions et des hélicoptères.

#### Autoroutes
Rodovia Padre Manuel da Nóbrega (SP-55).

## Élections
Aux élections municipales (préfet et conseillers municipaux) de 2004, furent élus 10 conseillers. Selon les données du Tribunal Supérieur Électoral, cette année, il y avait 54 940 électeurs dans la municipalité. Aux élections de 2012, fut élu le nouveau préfet, Marco Aurélio Gomes dos Santos de 35 ans qui est le plus jeune à gouverner la cité. Et été réélu aux municipales de 2016. 
Aux élections municipales de 2020 le vice-préfet, Tiago Cervantes été élu avec 40,51% des voix. Parmi les autres candidats, Cris Forsell, la nièce de l'ancien préfet João Carlos Forsell, obtint la deuxième position avec 32,26% de votes.

## Sécurité
Selon les données de DATASUS, le nombre d'incidents en 2002 dans la municipalité d'Itanhaém:
·	Nombre total d'homicides : 36 (toutes les victimes du sexe masculin entre 15 et 29 ans,
·	Nombre total de suicides :3 (2 hommes et 1 femme d'un âge supérieur à 29 ans)
·	Nombre de victimes d'accidents de la circulation : 25 (victimes de 15 à 29 ans: 8)

## Église catholique
La municipalité fait partie du Diocèse de Santos. Elle subit une grande influence de l'Église catholique depuis son origine en 1532, lors de la fondation du peuplement quand il fut nommé “Conceição de Itanhaem.
La même année, les Jésuites commencèrent la construction d'une petite église, au haut de la colline Itaguassú dédiée à la patronne Notre Dame de la Conception. Cependant, ce n'est qu'en 1553 avec la fondation de la Confrérie de notre Dame de la Conception de Itanhaém, la Confrérie la plus importante du Brésil, que l'on commanda, au Portugal, une statue de la Patronne qui a introduit la culte marial dans le pays connu comme Immaculée Conception appelée aussi Vierge d'Anchieta” (parce que saint José de Anchieta s'en est inspiré pour écrire l'œuvre littéraire Poème à La Vierge). La Confrérie De Notre Dame de la Conception existe encore dans la municipalité jouant un rôle important dans l'organisation des fêtes de la Patronne de la cité. Le Couvent est classé comme patrimoine de la cité. En 1561 apparut la Paroisse Nossa Senhora da Conceição de Itanhaém (Notre Dame de la Conception de Itanhaém)